# LCT(R)

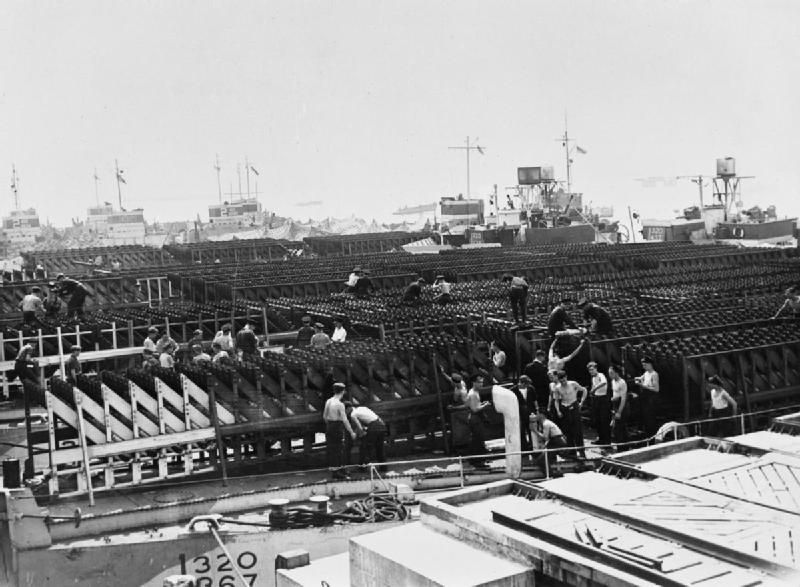
Погрузка реактивных снарядов на LCT(R), Саутгемптон

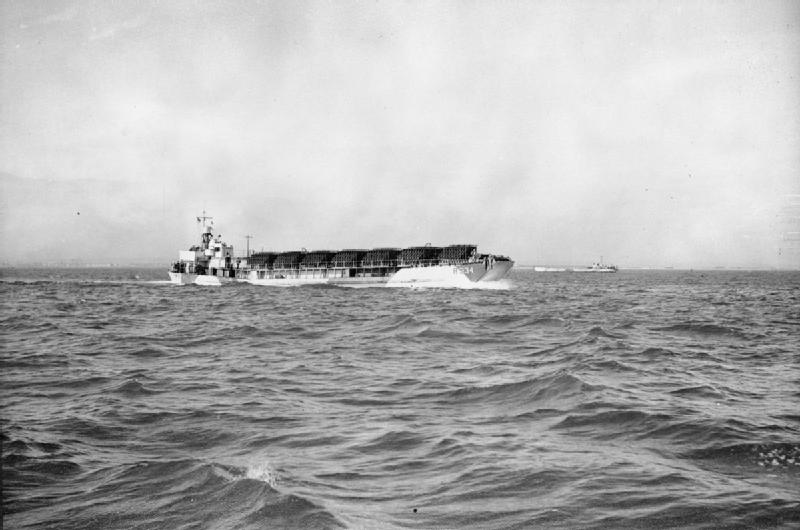
LCT(R) 334

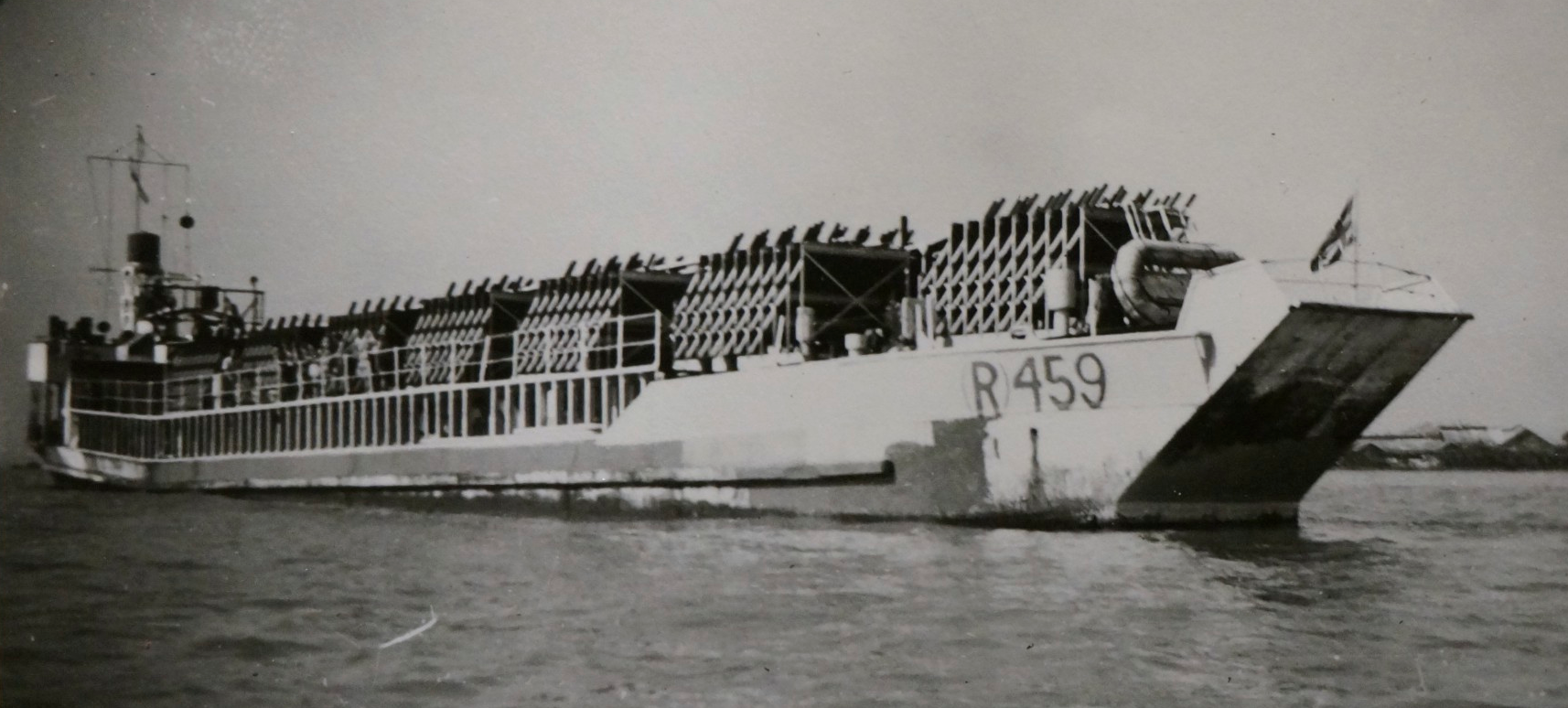
LCT (R) 459

LCT(R) (англ. Landing Craft Tank (Rocket)) — серия британских танкодесантных кораблей (LST Mk.2 и Mk.3) времён Второй мировой войны, перестроенных в корабли поддержки десанта путём установки на них реактивных систем залпового огня (РСЗО). LCT(R) применялись как британскими, так и американскими войсками во время высадки в Нормандии, на Средиземноморском театре и на Дальнем Востоке. Во время высадки LCT(R) могли обрушить на берег, занятый противником, залп из 972-1044 реактивных снарядов типа RP-3 масой 27 кг с 3 кг ТНТ на 3300 м (зажигательные на 3570 м).

## Конструкция
Переделка танкодесантного корабля в LCT(R) заключалась в установке поверх танкового ангара палубы, на которую затем монтировали пусковые установки реактивных снарядов. Носовая аппарель корабля наглухо заваривалась, а танковый ангар переоборудовался в магазин для хранения ракет (до 5000 штук). На модифицированный корабль устанавливали радиолокационную станцию типа 970.